# Così bello così corrotto così conteso
Così bello così corrotto così conteso è un film del 1973 diretto da Sergio Gobbi.
Co-prodotto da Italia e Francia, è noto anche col titolo francese Les Voraces.

## Trama
Cannes. Kosta, giovane e affascinante croupier del casinò, aggredisce e deruba di una forte vincita un industriale. Lara, moglie senza scrupoli del derubato, assiste alla scena e ricatta Kosta, diventando la sua amante.